# Hennessy-Inseln
Die Hennessy-Inseln  (in Chile Islas Cabrales) sind eine Gruppe kleiner Inseln vor der Westküste der Antarktischen Halbinsel. Sie erstrecken sich im Archipel der Biscoe-Inseln über eine Länge von 3 km und liegen 6 km südöstlich des Jurva Point, des südöstlichen Endes der Renaud-Insel.
Die größten der Inseln sind erstmals in einer argentinischen Landkarte aus dem Jahr 1957 verzeichnet. Das UK Antarctic Place-Names Committee benannte sie 1959 nach Jack Hennessy (1885–1954), von 1940 bis zu seinem Tod stellvertretender Leiter des britischen Met Office, der von 1902 bis 1953 alle verfügbaren Berichte zu Meereisbeobachtungen gesammelt hatte. Chilenische Wissenschaftler benannten sie dagegen nach dem Seemann Gaspar Cabrales (1864–1879), der beim Untergang der Korvette Esmeralda in der Seeschlacht vor Iquique am 21. Mai 1879 ums Leben gekommen war.